# 譚玉峰
譚 玉峰（拼音：Tán Yùfēng、タン ユーフェン、1964年 - ）は日本の実業家。インタセクト・コミュニケーションズ株式会社を創業し、代表取締役社長。

## 人物・経歴
1964年中国東北部に位置する吉林省長春市に生まれ、1981年長春市の吉林大学に入学。1983年3月に中華人民共和国の国費留学4期生として来日し、国立大学法人大阪大学に留学、基礎工学部の生物工学科で医用画像処理、X線、CT等の画像処理を学び工学博士の学位を取得。卒業後、ソフトウェア企業に就職し、2000年11月にインタセクト・コミュニケーションズ株式会社を設立する。現在同社はインターネット技術を中核とするクロスボーダー企業として、本社を東京に置くほか、国内では札幌・京都・大阪・姫路・福岡に拠点を設置、中国にも成都、北京、上海、広州、長春、太原に現地拠点を置き、グループ全体の従業員は約1,000名となっている。

## 出演
テレビ番組
- ビジネス情報番組「賢者の選択」常に前進！「前に転んで、何かをつかんで、起き上がる」の姿勢 [2]

新聞・専門誌
- 人民日報 海外版(2019.11) [7]
- 日刊工業新聞「DXの先導者たち（142）インタセクト・コミュニケーションズ　独自のマルチ決済アプリ」(2024.2.22) [8]

講演・イベント
- 沖縄国際大学 産業総合研究所30周年記念フォーラム「沖縄の地域振興と情報技術の未来」 パネルディスカッション [9]
- 第二回 外国人留学生エキスポ2022「来日から40年！大阪大学中国人留学生の起業ストーリー「前に転んで、何かをつかんで、起き上がる」」[1]
- WeChat Pay 100店舗目旗艦店記念イベント(MEGAドン・キホーテ渋谷本店) [10]
- WeChat Payスマート旗艦遊園地　WeChat Pay導入記念セレモニー(富士急行運営 ハイランドリゾート ホテル＆スパ) [11]
- WeChat Payスマート旗艦百貨店　WeChat Pay導入記念セレモニー(阪急うめだ本店および阪神梅田本店)[12]

Youtube
- 社長名鑑「インタセクト・コミュニケーションズ vol 1 創業秘話」[3]
- 社長名鑑「インタセクト・コミュニケーションズ vol 2 商品について」
- 社長名鑑「インタセクト・コミュニケーションズ vol 3 ビジョン」
- 社長名鑑「インタセクト・コミュニケーションズ vol 4 経営哲学について」
- 社長名鑑「インタセクト・コミュニケーションズ vol 5 メッセージ」
- トップのコトバ「#5  譚 玉峰 氏 〜 インタセクト・コミュニケーションズ株式会社 代表取締役社長 〜」[4][5]

その他Webメディア
- J-CAST会社ウォッチ「インバウンド回復に向けた一手 コロナ時代を乗り切る「中国向け越境EC」」(2021.11.8)[13]
- 日本華僑報 「日本のスマホ決済とインバウンド集客支援をリードする―譚玉峰 インタセクト・コミュニケーションズ株式会社代表取締役社長」[6]
- プライバシーマーク付与事業者の取組事例「第三者認証の積極的な活用で顧客からの信頼を獲得 “業務の可視化”で効率的なPMS運用にも成功」[14]